# Тип (таксономічна категорія)

Співвідношення основних таксономічних рангів

Тип (лат. phylum) — одна з основних таксономічних категорій, що посідає в царстві тварин найвище місце. Типи поєднують близькі класи та часто поділяються на підтипи. Всі організми, що належать до одного типу характеризуються єдиним планом будови.
Термін «тип» було запропоновано 1825 року А.Бленвілем, який назвав так 4 «гілки» (phyla) тварин: хребетні, м'якотілі, членисті та променеві, які 1812 року виділив Жорж Кюв'є. Як прибічник теорії незмінності видів, Кюв'є вважав типи незмінними і непов'язаними між собою. Він протиставляв своє вчення ідеям трансформістів про єдність органічного світу. Карл Бер на основі ембріологічних досліджень (1828) підтримував вчення про 4 типи у тварин. Роботами Олександра Ковалевського та Іллі Мечникова було встановлено загальні особливості ембріогенезу багатоклітинних тварин всіх типів, після чого типи почали розглядатися як головні відгалуження єдиного філогенетичного дерева тварин.
У різні часи в системі тваринного світу виділялася різна кількість типів. Нині згідно з різними системами їхня кількість коливається від 10 до 33 (частіше 18 — 25). Ще з часів Кюв'є деякі вчені об'єднують кільчастих червів (Annelida) з членистоногими (Arthropoda) в ранзі підтипів в один тип членистих (Articulata). Всі одноклітинні гетеротрофні еукаріоти до недавнього часу вважалися одним типом найпростіших (Protozoa), однак за останні роки систематики поділяють їх на декілька типів. Різним також є і обсяг типів: так у типі пластинчастих (Placozoa) лише 1 вид, тоді як до типу членистоногих входить понад мільйон видів. Досі є багато невизначеностей і спірних моментів у поділі деяких типів на підтипи, класи і таке інше. Тим не менш такі розбіжності в обсягах і системах не применшують принципового значення типу як систематичної категорії високого рангу.
В ботаніці типу відповідає відділ.